# 12595 Amandashaw
12595 Amandashaw è un asteroide della fascia principale. Scoperto nel 1999, presenta un'orbita caratterizzata da un semiasse maggiore pari a 2,2764451 au e da un'eccentricità di 0,1717973, inclinata di 3,21035° rispetto all'eclittica.
L'asteroide è dedicato alla studentessa statunitense Amanda Bryce Shaw.